# Сафонов Юрій Миколайович
Сафонов Юрій Миколайович (12 травня 1971 — † 31 березня 2025) — український економіст, науковець, педагог, доктор економічних наук, професор, академік, заслужений працівник освіти України. Один із провідних фахівців у галузі давньої української літератури, педагогіки, української мови та літератури, державного управління, макроекономічного управління національною економікою.

## Біографія[1]
Народився 12 травня 1971 року.
У 1993 році закінчив Криворізький державний педагогічний інститут за спеціальністю "Українська мова та література", здобувши кваліфікацію учителя української мови та літератури.
У 1994 році захистив кандидатську дисертацію на тему: «Концепція духовності керівника держави в літописі Самійла Величка» за спеціальністю 10.01.01 — історія української літератури.
У 2001 році присвоєно вчене звання доцента Криворізького економічного інституту Державного вищого навчального закладу «Київський національний економічний інститут імені Вадима Гетьмана».
У 2007 році закінчив Криворізький економічний інститут Державного вищого навчального закладу «Київський національний економічний інститут імені Вадима Гетьмана» за спеціальністю — менеджер-економіст.
У 2011 році захистив докторську дисертацію на тему: «Регулювання розвитку вітчизняної сировинної бази текстильної промисловості» за спеціальністю 08.00.03 — економіка та управління національним господарством .
У 2013 році Сафонову Юрію Миколайовичу присвоєно вчене звання професора кафедри макроекономіки та державного управління.
У 2013 році Академія економічних наук України обрала Сафонова Юрія Миколайовича академіком Академії економічних наук України зі спеціальності "Економіка промисловості".
У 2022 закінчив Київську духовну семінарію за спеціальністю "Православне богослов'я (теологія)" та здобув кваліфікацію бакалавра Православного богослов'я (теології).

## Професійна діяльність[5]
Розпочав трудову діяльність у галузі освіти в 1990 році на посаді вчителя ЗНЗ № 90 м. Кривого Рогу. У 1993-1994 роках — був диктором місцевого телебачення. Із 1994 по 1995 роках — був викладачем Криворізького педагогічного інституту. Із 1999 по 2009 рік — доцент Державного вищого навчального закладу «Криворізький національний економічний університет імені Вадима Гетьмана», із 2001 по 2004 рік — вчений секретар Інституту, із 2004 по 2009 року — був деканом факультету міжнародної економіки і права Криворізького економічного інституту Державного вищого навчального закладу «Київський національний економічний інститут імені Вадима Гетьмана». Із 2009 року — професор кафедри національної економіки та публічного управління Державного вищого навчального закладу «Київський національний економічний університет імені Вадима Гетьмана» (за сумісництвом). Також працював професором кафедри національної економіки та публічного управління Київського національного економічного університету імені Вадима Гетьмана та кафедри міжнародної економіки Національного університету харчових технологій. 
Із 2009 по 2017 рік — начальник відділу соціально-гуманітарної, мистецької освіти та освіти із бізнесу і права Державної наукової установи «Інститут інноваційних технологій і змісту освіти», із вересня 2017 року до березня 2025 року — заступник директора Державної наукової установи «Інститут модернізації змісту освіти», Голова Вченої ради Інституту. 

## Наукова діяльність[6]
Наукова спадщина: понад 300 публікацій, зокрема 30+ монографій, навчальні посібники, методичні матеріали з давньої української літератури, педагогіки, української мови та літератури, державного управління, макроекономічного управління національною економікою. Його книги й підручники вивчають у багатьох університетах України. Мав репутацію “вчителя вчителів” — саме так його характеризували колеги.
Брав участь у реформуванні освіти: активний діяч у реформуванні змісту освіти, організатор міжнародних конференцій, популяризатор науки.
Міжнародна присутність: виступи на конференціях у США, Великій Британії, Мексиці, Греції, Німеччині тощо, де гідно презентував українську науку та освіту, просував інтеграцію української науки та освіти у світовий контекст.
З метою вивчення досвіду навчального процесу та підвищення науково-педагогічного рівня, пройшов стажування в Карловому університеті (Чехія, 2010 рік); Краківському економічному університеті (Польща, 2011 рік); Університет імені Аристотеля в Салоніках (Греція, 2013 рік); Таллінському технологічному університеті (Інститут економіки) (2013 рік); Бредфордському університеті (Велика Британія квітень, 2013 рік).
Був членом спеціалізованої Вченої ради по захисту дисертацій докторів і кандидатів наук.
Був членом Експертної ради щодо отримання грандів Президента для обдарованої молоді.
Брав активну участь у запуску мовно-літературного конкурсу ім. Т. Шевченка, підтримував молодь і таланти на конкурсах, олімпіадах, турнірах  .
Його життєве гасло: “Ми все зможемо, бо інакше бути не може”.
Юрій Сафонов — це приклад того, як глибока інтелігентність, духовність і працьовитість здатні створити потужний вплив на освіту, науку й суспільство.

## Визнання
- Починав як дослідник давньої української літератури, а згодом — став експертом у макроекономічному управлінні національною економікою. Це рідкісний випадок в українській науці, коли одна людина поєднує глибоку гуманітарну й економічну підготовку.
- Кандидат педагогічних наук (1994 рік)
- Нагороджений грамотою Виконкому Криворізької міської ради за досягнення у науковій діяльності, сумлінне ставлення до роботи, активну участь у громадському житті (2000 рік)
- Нагороджений грамотою Виконкому Криворізької міської ради за сумлінну працю, ініціативність, високий професіоналізм, вагомий внесок у соціально-економічний розвиток міста (2006 рік)
- Нагороджений нагрудним знаком "Відмінник освіти України" (2008 рік)
- Нагороджений знаком "Петро Могила" (2010 рік)
- Доктор економічних наук (2011 рік)
- Професор кафедри макроекономіки та державного управління (2013 рік)
- Академік Академії економічних наук України (2013 рік)
- Присвоєно звання "Заслужений працівник освіти України" (2018 рік)
- Нагороджений орденом "За заслуги" III ступеня за вагомий особистий внесок  у розвиток вітчизняної науки, зміцнення науково-технічного потенціалу України, багаторічну сумлінну працю та високий професіоналізм (2021 рік)
- Нагороджений відзнакою Міністерства оборони України медаллю "За сприяння Збройним Силам України" (2022 рік)[10]
- Юрій Миколайович Сафонов був науковим керівником: 11 докторських дисертацій, 5 кандидатських дисертацій. Це свідчить про його значний внесок у формування нової генерації науковців.
- Нагороджений грамотою Верховної Ради України за заслуги перед Українським народом (2023 рік)
- Має подяку від Київського міського голови В. Кличка за багаторічну сумлінну працю, вагомий особистий внесок у розвиток освіти і науки, високий професіоналізм (2023 рік).
- Нагороджений орденом Святого Великомученика Георгія Побідоносця (2022 рік)
- Частий паломник на Афоні та Святій Землі (відвідував Афон у 2014, 2015, 2028 роках). Його духовність і гуманізм — фундамент його педагогічної та управлінської діяльності.
- Серед улюблених книг Юрія — "Часу немає" Рустема Халіла та "Вибір" Едіт Еґер.

## Пам’ять
Пішов із життя 31 березня 2025 року після мужньої, виснажливої та відчайдушної боротьби з недугою. Нам безмежно бракує його присутності, мудрості й душевного тепла.